# イランの副大統領
イランの副大統領（イランのふくだいとうりょう、ペルシア語: معاون رئیس‌جمهور ایران）は、イラン・イスラーム共和国憲法第124条に基づき、大統領が任命する職。2024年現在、11人の副大統領が存在する。副大統領の筆頭は第一副大統領である。

## 概要

### 第一副大統領
第一副大統領（だいいちふくだいとうりょう、ペルシア語: معاون‌اول）は、イラン行政府において最高指導者、大統領に次ぐ第3位の役職で、大統領の継承順位は第1位である。
1989年の憲法改正で廃止された首相職の職責の一部を引き継いでいる。大統領不在の際に閣僚評議会議長を務め、他の副大統領との調整を行う。大統領の死亡・辞任・職務不能の場合は、最高指導者の承認を得て、大統領代行を務める。大統領代行となった第一副大統領は閣僚の任免権を行使することはできない。
| 代                              | 氏名                                                                         | 氏名 | 任期                          | 派閥   | 大統領                                |
| ------------------------------- | ---------------------------------------------------------------------------- | ---- | ----------------------------- | ------ | ------------------------------------- |
| 1                               | ハサン・ハビービー Hassan Habibi (1937–2013)                                 |      | 1989年8月21日 - 2001年8月26日 | 改革派 | ハーシェミー・ラフサンジャーニー      |
| 2                               | モハンマドレザー・アーレフ Mohammad Reza Aref (1951–)                        |      | 2001年8月26日 - 2005年9月10日 | 改革派 | モハンマド・ハータミー                |
| 3                               | パルヴィーズ・ダーヴーディー Parviz Davoodi (1952–2024)                      |      | 2005年9月10日 - 2009年7月17日 | 保守派 | ハーシェミー・ラフサンジャーニー      |
| 4                               | エスファンディヤール・ラヒーム・マシャーイー Esfandiar Rahim Mashaei (1960–) |      | 2009年7月17日 - 2009年7月25日 | 保守派 | ハーシェミー・ラフサンジャーニー      |
| 空席（2009年7月25日 - 9月13日） |                                                                              |      |                               | 保守派 | ハーシェミー・ラフサンジャーニー      |
| 5                               | モハンマドレザー・ラヒーミー Mohammad Reza Rahimi (1949–)                    |      | 2009年7月25日 - 2013年8月5日  | 保守派 | ハーシェミー・ラフサンジャーニー      |
| 6                               | エスハーグ・ジャハーンギーリー Eshaq Jahangiri (1957–)                       |      | 2013年8月5日 - 2021年8月8日   | 改革派 | ハサン・ロウハーニー                  |
| 7                               | モハンマド・モフベル Mohammad Mokhber (1955–)                                |      | 2021年8月8日 - 2024年7月28日  | 保守派 | エブラーヒーム・ライースィー （兼任） |
| 2                               | モハンマドレザー・アーレフ Mohammad Reza Aref (1951–)                        |      | 2024年7月28日 -               | 改革派 | マスウード・ペゼシュキヤーン          |

### その他の副大統領
職権上の副大統領
- 環境担当副大統領（英語版）
- 原子力機関担当副大統領（英語版）
- 計画・予算担当副大統領（英語版）
- 殉教者および退役軍人の財団担当副大統領（英語版）
- 国家エリート財団担当副大統領（英語版）
- 女性・家族問題担当副大統領（英語版）

## 現在の副大統領
| 役職                                   | 氏名                                   | 就任日        | 備考     |
| -------------------------------------- | -------------------------------------- | ------------- | -------- |
| 第一副大統領                           | モハンマドレザー・アーレフ             | 2024年7月28日 |          |
| 戦略問題担当副大統領                   | モハンマド・ジャヴァード・ザリーフ     | 2024年8月     |          |
| 原子力機関担当副大統領                 | モハンマド・エスラーミー               | 2021年8月29日 |          |
| 女性・家族問題担当副大統領             | ザフラー・ベフルーズ＝アーザル         | 2024年8月10日 | 女性     |
| 法務担当副大統領                       | マジード・アンサーリー                 | 2024年8月22日 |          |
| 総務・雇用担当副大統領                 | メイサム・ラティーフィー               | 2021年9月5日  |          |
| 殉教者および退役軍人の財団担当副大統領 | サイード・オーハディー                 | 2024年8月10日 |          |
| 環境担当副大統領                       | シーナー・アンサーリー                 | 2024年8月22日 | 女性     |
| 内政担当副大統領                       | モハンマドジャアファル・ガーエムパナー | 2024年8月1日  |          |
| 科学・技術・知識集約型経済担当副大統領 | ホセイン・アフシーン                   | 2024年8月10日 |          |
| 計画・予算担当副大統領                 | ハミード・プールモハンマディー         | 2024年8月4日  |          |
| 議会問題担当副大統領                   | シャフラーム・ダビーリー・オスクーイー | 2024年8月4日  |          |
| 農業開発・条件不利地域担当副大統領     | アブドルカリーム・ホセインザーデ       | 2024年11月2日 | スンナ派 |